# 사재혁
사재혁(史載赫, 1985년 1월 29일~)은 대한민국의 역도 선수이다. 2008년 하계 올림픽 남자 미들급에서 금메달을 획득했으며 2011년 세계 역도 선수권 대회에서 동메달을 획득했다.

## 선수 경력
강원도 홍천군 화촌면 장평리에서 사복환(1958~2015)과 김선이(1961~) 부부의 아들로 태어났다. 석화국민학교, 홍천중학교, 홍천고등학교, 한국체육대학교를 졸업했다.
2002년 8월 일본 구마모토에서 열린 한중일 대항 청소년 역도 대회에 참가하여 미들급 금메달을 획득하면서 국제 대회에 모습을 드러냈다. 2005년 5월에는 부산에서 열린 2005년 세계 주니어 선수권 대회에서 인상 145kg, 용상 179kg, 합계 324kg으로 튀르키예의 메테 비나이와 중국의 야오웨웨이를 꺾고 금메달을 획득했다. 
2007년 한국체대를 졸업하고 강원도청 역도단에 입단하며 성인 선수 경력을 시작했다. 같은 해에 국가대표로 발탁되어 9월에 태국 치앙마이에서 열린 2007년 세계 선수권 대회 미들급에서 인상 153kg, 용상 200kg, 합계 353kg의 기록으로 5위에 올랐다. 이듬해인 2008년 8월 베이징에서 열린 2008년 하계 올림픽에서 남자 역도 77㎏급에서 인상 163kg, 용상 203kg, 합계 366kg의 기록으로 중국의 리훙리와 아르메니아의 게보르그 다브탼을 꺾고 금메달을 획득했다. 당시 은메달을 딴 리훙리는 사재혁과 같은 366kg을 기록했으나 체중이 더 무거웠기 때문에 역도 규칙에 따라 2위가 되었다. 
2009년 11월 대한민국 고양에서 열린 2009년 세계 선수권 대회 미들급에서 인상 160kg, 용상 205kg, 합계 365kg을 기록했으며 중국의 뤼샤오쥔, 아르메니아의 티그란 게보르기 마르티로샨, 중국의 쑤다진의 뒤를 이어 4위에 올랐다. 이듬해인 2010년 6월에 어깨 부상으로 그 해에 있던 모든 대회에 불참하였으며, 2011년에 복귀했다. 그 해 11월 프랑스 파리에서 열린 2011년 세계 선수권 대회에 참가했으며 인상 157kg, 용상 203kg, 합계 360kg의 기록으로 중국의 뤼샤오쥔과 쑤다진의 뒤를 이어 동메달을 획득했다.
2012년 4월 대한민국 평택에서 열린 2012년 아시아 선수권 대회 라이트헤비급에 참가하여 인상 167kg, 용상 203kg, 합계 370kg의 기록으로 이란의 소흐라브 모라디와 키아누시 로스타미의 뒤를 이어 동메달을 획득했다. 같은 해 8월 영국 런던에서 열린 2012년 하계 올림픽 미들급에 출전하였으나 경기 도중 팔꿈치 탈골로 기권하여 올림픽 2연패 달성은 실패했다. 이 대회에서 입은 부상으로 다시 재활에 들어갔으며 그 해 12월에는 소속팀도 제주특별자치도청으로 바꿨다. 2013년 10월에 전국체전을 통해 다시 복귀했다.
2014년 8월 대한민국 인천에서 열린 2014년 아시안 게임 라이트헤비급에 참가했으며 인상에서 171kg을 들어올렸으나 용상을 3차례 실패하면서 탈락했다. 같은 해 11월에는 카자흐스탄 알마티에서 열린 2014년 세계 선수권 대회에 참가했으며 인상 165kg, 용상 200kg, 합계 365kg의 기록으로 9위에 오르면서 대회를 마쳤다.

## 폭행 치상 사건
2015년 12월 31일 강원도 춘천의 한 술집에서 태릉선수촌 합숙 당시 자신에게 맞은 일을 소문내고 다닌다는 이유로 후배 선수인 황우만을 폭행하여 전치 6주의 중상을 입혔다. 이 사건으로 황우만 측은 "합의 없다"는 의사를 강하게 밝혔고, 2016년 1월 4일 대한역도연맹은 상벌위에서 10년 자격정지 처분을 받아 사실상 선수 생명이 끝나게 됐다. 다만, 올림픽 금메달 등 그 동안의 공로를 인정하여 영구 제명은 내리지 않기로 결정하였다.
2016년 1월 20일 경찰은 사재혁에게 구속영장을 신청했다. 그러나 법원은 도주우려가 없다며 구속영장은 기각했다. 같은 해 6월 23일 검찰은 사재혁에게 1년 6개월 구형을 내리고 불구속 기소시켰다. 선고 공판은 7월 7일 오후 2시에 열렸다.7월 7일 법원은 사재혁이 10년 자격정지로 충분히 처벌을 받았다며 벌금 천만원을 선고했다. 검찰은 1심 형량이 가볍다며 항소했지만 11월 3일 춘천지법 제1형사부에서 검찰의 항소를 기각했다.

## 학력
- 홍천중학교
- 홍천고등학교
- 한국체육대학교